# Нагорный (Арсеньевский район)
 Нагорный  — поселок в Арсеньевском районе Тульской области. Входит в Манаенское сельское поселение.

## География
Поселок находится в юго-западной части Тульской области на расстоянии примерно 19 км по прямой на юго-запад от районного центра поселка Арсеньево.

## История
Впервые отмечен на карте 1941 года как поселение с 8 дворами.

## Население
Численность население составляла приблизительно 20 человек в 1982 году, 8 (русские 100 %) в 2002 году, 7 в 2010.